# Buffalo Automobile & Auto-Bi Company

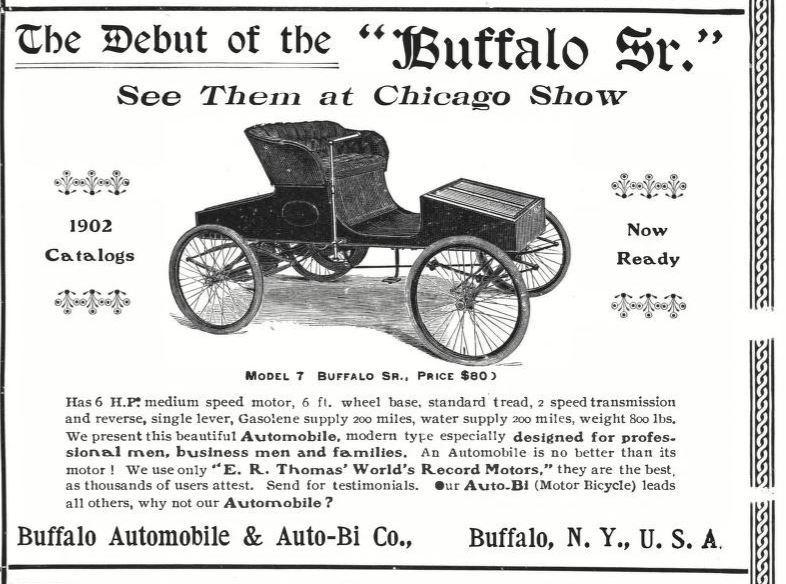
Anzeige von 1902

Buffalo Automobile & Auto-Bi Company war ein US-amerikanischer Hersteller von Automobilen und Motorrädern.

## Unternehmensgeschichte
Erwin Ross Thomas gründete 1900 das Unternehmen in Buffalo im US-Bundesstaat New York. Er begann mit der Entwicklung von Automobilen, die erst 1902 zur Serienfertigung führte. Der Markenname lautete Buffalo. Ebenfalls ab 1902 wurden Motorräder als Auto-Bi vermarktet. Die E. R. Motor Company, ebenfalls von Thomas geleitet, übernahm Anfang 1903 die Automobilabteilung. Die Firmierung sowie der Markenname Auto-Bi für Motorräder sind noch bis 1912 überliefert.
Bekannt ist außerdem, dass es von 1907 bis 1908 eine Thomas Auto-Bi Company mit dem Markennamen Thomas und von 1907 bis 1914 eine Greyhound Motor Company mit dem Markennamen Greyhound gab, die beide ebenfalls ihren Sitz in Buffalo hatten. Die genauen Verbindungen sind unklar. Eine andere Quelle gibt an, dass die Buffalo Automobile & Auto-Bi Company 1901 den Motorradbau von der E. R. Thomas Motor Company übernahm, die Fahrzeuge daraufhin sowohl als Auto-Bi als auch als Thomas Auto-Bi angeboten wurden, und dass die Greyhound Motor Company 1907 oder 1909 Nachfolger der Thomas Auto-Bi Company war. Eine weitere Quelle meint, dass 1909 der Wechsel von Thomas auf Greyhound erfolgte.
Es bestanden keine Verbindungen zu Buffalo Electric Carriage Company, Buffalo Gasoline Motor Company und Buffalo Electric Vehicle Company, die den gleichen Markennamen für ihre Personenkraftwagen verwendeten.

## Fahrzeuge

### Automobile
Ein Modell war der Junior. Er hatte einen Einzylindermotor mit 3,5 PS Leistung. Der Radstand betrug 173 cm. Der zweisitzige Runabout wurde Model No. 6 genannt.
Daneben gab es den Senior. Sein Einzylindermotor leistete 6 PS. Das Fahrgestell hatte 183 cm Radstand. Das Model No. 7 war ebenfalls ein zweisitziger Runabout und das Model No. 16 ein viersitziger Tonneau.

### Motorräder
Genannt sind neben Motorrädern auch Motorroller-ähnliche Krafträder mit halbverschalten Antriebsquellen. Bekannt sind Motoren von Thomas mit 1,5 PS und 3,5 PS.

## Modellübersicht
| Jahr | Modell | Ausführung   | Zylinder | Leistung (PS) | Radstand (cm) | Aufbau            |
| ---- | ------ | ------------ | -------- | ------------- | ------------- | ----------------- |
| 1902 | Junior | Model No. 6  | 1        | 3,5           | 173           | Runabout 2-sitzig |
| 1902 | Senior | Model No. 7  | 1        | 6             | 183           | Runabout 2-sitzig |
| 1902 | Senior | Model No. 16 | 1        | 6             | 183           | Tonneau 4-sitzig  |